# John Wrench
John William Wrench, Jr. (Westfield (Nova Iorque), 13 de outubro de 1911 — Frederick (Maryland), 27 de fevereiro de 2009) foi um matemático estadunidense.
Trabalhou primariamente com análise numérica. Foi um pioneiro na utilização de computadores para cálculos matemáticos, sendo conhecido por seu trabalho juntamente com Daniel Shanks no cálculo da constante matemática pi com cem mil dígitos.

## Vida e formação
Wrench nasceu em 13 de outubro de 1911 em Westfield (Nova Iorque), e cresceu em Hamburg (Nova Iorque). Obteve um BA summa cum laude em matemática em 1933 e um MA em matemática em 1935, ambos na Universidade de Buffalo. Obteve o PhD em matemática em 1938 na Universidade Yale, com a tese the derivation of arctangent relations.
Wrench morreu em 27 de fevereiro de 2009 de pneumonia em Frederick (Maryland).

## Carreira
Wrench iniciou sua carreira lecionando na Universidade George Washington, mas depois foi pesquisar para a Marinha dos Estados Unidos durante a Segunda Guerra Mundial. Sua especialidade para a marinha foi desenvolver métodos computacionais eficientes, e foi um pioneiro na utilização de computadores para cálculos matemáticos. Trabalhou em projetos envolvendo hidroacústica, explosões submarinas, engenharia estrutural, dinâmica dos fluidos, aerodinâmica e análise de dados. Tornou-se vice-diretor do Laboratório de Matemática Aplicada da Doca Modelo David Taylor da marinha em 1953, e em 1974 aposentou-se como diretor do laboratório. Também foi professor da Universidade Yale, Universidade Wesleyan, Universidade de Maryland e American University.
Wrench teve interesse particular em computar os dígitos decimais de π, e fez alguns longos cálculos antes da disponibilidade de computadores. Durante o período 1945–1956 Wrench e Levi B. Smith usaram uma calculadora mecânica para obter mais e mais dígitos de π, obtendo até 1160 dígitos decimais. Em 1961 Wrench e Daniel Shanks usaram um computador IBM 7090 para calcular π com 100.000 dígitos. Harry Polachek tinha uma impressão dos cem mil dígitos especialmente encadernada, inscrita com letras douradas, e a doou ao Instituto Smithsoniano.
Wrench também calculou diversas outras constantes matemáticas com grande precisão, tais como a constante de Euler-Mascheroni γ com 328 dígitos decimais e a constante de Khinchin com 65 dígitos.
Foi editor do Journal of Mathematics of Computation. Wrench foi membro da Academia Nacional de Ciências dos Estados Unidos e do Conselho Nacional de Pesquisa dos Estados Unidos. Publicou mais de 150 artigos científicos.